# Mezilaurus
Mezilaurus es un género con 27 especies de plantas con flores perteneciente a la familia Lauraceae. Es originario de Suramérica. El género fue descrito por Paul Hermann Wilhelm Taubert ex Carl Christian Mez y publicado en Botanisches Centralblatt 50: 21 en el año 1892. La especie tipo es Mezilaurus navalium (Allemão) Taub. ex Mez.

## Especies seleccionadas
- Mezilaurus anacardioides  	(Meisn.) Taub. ex Mez
- Mezilaurus caatingae van der Werff
- Mezilaurus campaucola 	van der Werff
- Mezilaurus crassiramea 	(Meisn.) Taub. ex Mez
- Mezilaurus decurrens 	(Ducke) Kosterm.